# خط الخلايا الجذعية
خطوط الخلايا الجذعية الجنينية Embryonic stem cell lines عبارة عن تجمعات أو مزارع خلوية للخلايا الجذعية تشتق من النسيج الأصيلي الخارجي من الكتلة الخليوة الداخلية inner cell mass للكيسة الأرومية. الكيسة الأرومية تكون عادة مرحلة مبكرة من التطور الجنيني بعمر حوالي 4-5 أيام في الإنسان وتتألف من 50-150 خلية. في هذه الحالة تكون الخلايا الجذعية متعددة الخيارات وتعطي خلال نموها منتجات الطبقات الجنينية الثلاث: الطبقة الجنينية الخارجية ectoderm والوسطى mesoderm والداخلية endoderm.
هذا يعني أن الخلايا الجذعية في هذه الحالة قادرة على التنامي نحو أكثر من 200 نمط خلوي موجود في الجسم البالغ، وكل ما هو مطلوب هو إعطاء التنبيه المناسب لكل نمط خلوي نوعي. وهذه الخلايا لا تشارك في تكوين الأغشية المحيطة بالجنين ولا في تركيب المشيمة.
تعتبر الخلايا الجذعية الجنينية بسبب قدرتها الانقسامية اللامحدودة وتعدد خياراتها، مصدرا كامنا للعديد من الأفكار في مجال الطب واستبدال الأعضاء بعد أذيتها أو مرضها.

## وصلات داخلية
- خلية جذعية جنينية
- خلية جذعية بالغة
- خلية جذعية مستحثة وافرة القدرة
- وحدة أبحاث الخلايا الجذعية
- معهد شنغهاي للخلايا الجذعية

## وصلات خارجية
- تحديات الخلايا الجذعية مجلة العلوم - النسخة العربية.
- اللجنة العليا للخلايا الجذعية بوزارة الصحة والسكان المصرية.| - ع - ن - ت الخلايا الجذعية | - ع - ن - ت الخلايا الجذعية                                                                                                                                                                                                                    |
| --------------------------- | --- |
| الأنواع/المصادر             | - خلية جذعية جنينية - خلية جذعية بالغة - خلية جذعية سرطانية - خلية جذعية كثيرة القدرة مستحثة - خلية جذعية مستحثة |
| قدرة الخلية                 | - شامل القدرة - بويضة مخصبة - بوغ - توتية - كثير القدرة - خلية جذعية جنينية - دشبذ - متعدد القدرة - خلية سلفية: خلية جذعية بطانية - خلية جذعية مكونة للدم - خلية جذعية متعلقة باللحمة المتوسطة - خلية جذعية عصبية - وحيدة القدرة - خلية أرومية |
| مقالات متعلقة               | - تمايز خلوي - علاج بالخلايا الجذعية - جدل الخلايا الجذعية - خط الخلايا الجذعية - قوانين الخلايا الجذعية - قوانين وسياسات الخلايا الجذعية في الولايات المتحدة - علم التخلق في تمايز الخلايا الجذعية                                            |
| - تصنيف:خلايا جذعية         | |